# Arenga retroflorescens
Arenga retroflorescens là loài thực vật có hoa thuộc họ Arecaceae. Loài này được H.E.Moore & Meijer mô tả khoa học đầu tiên năm 1965.